# Sonic Boom: Fire & Ice
Sonic Boom: Fire & Ice é um jogo da série Sonic the Hedgehog, criado e produzido pela Sanzaru Games e distribuído pela Sega. Esse é o terceiro jogo baseado na série de TV de mesmo nome; e é a sequência direta de Shattered Crystal. O jogo foi lançado no dia 27 de outubro de 2015.

## Sobre o jogo
Assim como seu antecessor, o jogo apresenta cenários em 2,5D e alguns toques de 3D; e possui a habilidade de manipular a corda elétrica. Apresenta um quinto personagem jogável, Amy Rose, que anteriormente era apenas prisioneira. Existem novos modos de jogo, além de novos inimigos e itens secretos escondidos nos estágios. O jogo possui sete fases, mas apenas quatro delas possuem chefes, com atos de aventura, corrida, mergulho e uma corrida de barco. Todos os personagens do jogo anterior estão presentes e são jogáveis.

## História
O jogo começa com Sonic e seus amigos se deparando com estranhas fissuras combinadas de gelo e fogo, que estão se espalhando por vários cantos do planeta. Aparentemente, esses fenômenos têm a ver com um pequeno robô criado pelo Dr. Eggman, que está causando essas fissuras. Cabe aos heróis deterem esse pequeno monstro; e assim, salvarem o mundo.